# Purcell (Oklahoma)
Purcell ist eine US-amerikanische Stadt im Bundesstaat Oklahoma. Sie bildet den Verwaltungssitz (County Seat) des McClain County. Die Einwohnerzahl liegt bei 6651 (Stand: Volkszählung 2020).

## Geschichte
Purcell wurde im Jahr 1887 gegründet. Sie wurde nach Edward B. Purcell benannt, einem ehemaligen Vizepräsidenten der Atchison, Topeka and Santa Fe Railroad (ATSF). Purcell lag am nördlichen Ende der Gulf, Colorado and Santa Fe Railway, die im Besitz der ATSF war. Amtrak bedient die Stadt noch immer mit dem Heartland Flyer, der am Bahnhof in der Nähe des alten Santa-Fe-Depots hält.
Purcell war die einzige Stadt an der Grenze zu den Unassigned Lands und zog schon vor dem Land Rush von 1889 hoffnungsvolle Siedler an. Der Verkauf von Grundstücken begann am 5. April 1887, und 16 Tage später wurde ein Postamt eingerichtet. Das Purcell Register, die älteste Zeitung der Stadt, wurde 1887 gegründet und wird bis ins 21. Jahrhundert produziert. Am 13. August 1895 wählten die Einwohner James Taylor Bradley zum ersten Bürgermeister der Stadt. Die Stadt wurde am 3. Oktober 1898 gegründet.
Die am Canadian River gelegene Stadt wurde "Queen City of the Chickasaw Nation" genannt. Im Jahr 1895 befand sich eines der fünf Bezirksgerichte der Chickasaw Nation in Purcell, und die erste Sitzung wurde am 18. November 1895 eröffnet. Das Gerichtsgebäude entging der Zerstörung am nächsten Tag, als ein Feuer die meisten Gebäude des Geschäftsviertels vernichtete.

## Demografie
Nach der Volkszählung von 2020 leben in Purcell 6651 Menschen. Die Bevölkerung teilte sich im Jahr 2019 auf in 83,5 % Weiße, 2,8 % Afroamerikaner, 7,3 % amerikanische Ureinwohner, 0,2 % Ozeanier, 4,6 % mit zwei oder mehr Ethnizitäten. Hispanics oder Latinos aller Ethnien machten 17,9 % der Bevölkerung aus. Das mittlere Haushaltseinkommen lag bei 53.155 US-Dollar und die Armutsquote bei 15,3 %.